# Navarātri

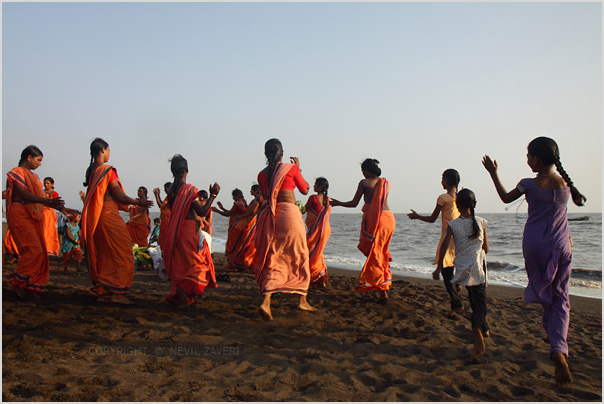
Ballo Garba nella tradizione Navaratridel Gujarat

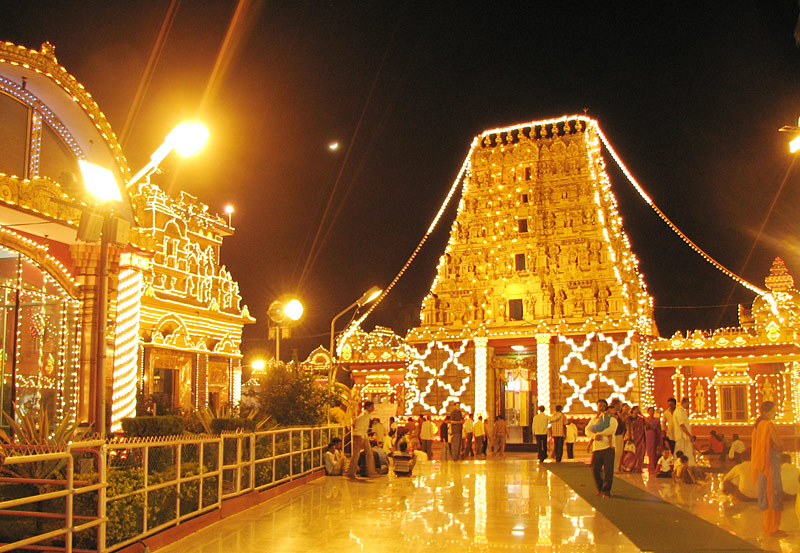
Decorazioni per la Navarātri presso il tempio induista di Kudroli, in Karnataka

La Navarātri (in sanscrito नवरात्रि, lett. "nove notti"; anglizzata in Navaratri o Navratri) è una festa induista che dura 9 notti e 10 giorni e celebra ogni anno l'autunno.
Viene celebrata in diverse parti dell'India
In teoria vi sarebbero quattro Navarātri stagionali sebbene nella pratica il festival si tiene dopo il monsone autunnale
chiamato Śāradīya Navarātri (शारदीय नवरात्रि) ed è il più osservato in onore della dea Devī (Durgā). Si celebra durante il mese induista Aśvin, corrispondente ai mesi di settembre e ottobre.